# Заслуженный лесовод Республики Марий Эл
Заслуженный лесовод Республики Марий Эл (луговомар. Марий Эл Республикын сулло лесоводшо) — государственная награда, почётное звание Республики Марий Эл.

## История
Учреждено Указом Президиума Верховного Совета Марийской АССР от 25 ноября 1967 года.

## Основания награждения
Установлено для высокопрофессиональных специалистов лесхозов, объединений, лесных и плодовых питомников, лесоустроительных и других учреждений, предприятий, организаций лесного хозяйства, работникам природоохранных органов и организаций за заслуги в развитии лесного хозяйства, сбережении и приумножении лесных богатств и работающим по специальности 15 и более лет.
Присваивается Главой Республики Марий Эл (ранее Президиумом Верховного Совета Марийской АССР) с вручением удостоверения и нагрудного знака. На 1 июля 2008 года звания удостоены 147 человек.

## Список обладателей почётного звания

### Заслуженные лесоводы Марийской АССР
- Денисов Александр Константинович (1966)[2]

### Заслуженные лесоводы Республики Марий Эл
- Антипов Алексей Александрович (2023)[3]
- Демаков Юрий Петрович (2023)[3]
- Новосёлова Елена Геннадиевна (2023)[3]